# Khương Trinh Vũ
Khương Trinh Vũ (giản thể: 姜贞羽, phồn thể: 姜貞羽, bính âm: Jiāng Zhēnyǔ), tên khai sinh là Lưu Nghiêu Hân (刘垚昕) sinh ngày 30 tháng 12 năm 1996 tại Chiêu Thông, Vân Nam, là một nữ diễn viên, ca sĩ và vũ công người Trung Quốc, trực thuộc công ty giải trí Gramarie Entertainment.

## Tiểu sử
Năm 2005, bố Khương Trinh Vũ vì tai nạn ngoài ý muốn mà qua đời, sau đó, cô đổi sang họ mẹ. Nhưng do chữ Nghiêu trong tên cô ít người biết tới, nên đến khi ra mắt, cô đổi tên thành Trinh Vũ và đổi về họ Khương của bố, như một cách để nhớ về ông.
Năm 2008, Khương Trinh Vũ một mình rời quê hương, nhập học tại Trường Nghệ thuật Quốc tế Bắc Kinh để học múa Trung Quốc. Năm 2014, cô đỗ cả hai ngôi trường lớn là Học viện Hí kịch Trung ương và Học viện Vũ đạo Bắc Kinh với thành tích đứng đầu. Sau đó cô đã chọn Học viện Hí kịch Trung ương để theo học.

## Sự nghiệp
Năm 2015, Khương Trinh Vũ vẫn còn đang học Đại học ở Trung Quốc, đã được một nhà sản xuất người Pháp chọn trở thành nữ chính của một bộ phim hợp tác Trung - Pháp Tận Cùng Phía Nam Của Đám Mây. Vào tháng 5 một năm sau đó, bộ phim được trình chiếu tại Liên hoan phim Cannes lần thứ 69, đây cũng chính là lần đầu tiên cô xuất hiện tại Liên hoan phim Cannes.
Năm 2018, Khương Trinh Vũ đóng vai chính trong bộ phim thanh xuân vườn trường Xin Chào, Người Bạn Phản Biện về đề tài tranh luận.
Năm 2019, Khương Trinh Vũ đóng vai chính trong bộ phim võ thuật Tuyết Sơn Phi Hồ được chuyển thể từ tiểu thuyết cùng tên của Kim Dung. Vào tháng 10 , cô đóng vai chính trong bộ phim võ thuật Quyến Luyến Giang Hồ được phát sóng trên iQiyi.
Ngày 2 tháng 5 năm 2020, tham gia chương trình tuyển chọn nhóm nhạc nữ Sáng Tạo Doanh 2020 của Tencent Video. Ngày 3 tháng 6, cô bị thương khi ghi hình chương trình tại Thâm Quyến và phải bay đến Bắc Kinh để điều trị. Vào ngày 19 tháng 6, cô thông báo sẽ rời khỏi chương trình.  Vào ngày 31 tháng 7, Khương Trinh Vũ tham gia chương trình tạp kỹ Các Anh Trai Trần Đầy Sức Sống của Hồ Nam TV.
Ngày 10 tháng 8 năm 2021, tham gia đóng vai chính trong bộ phim về thể thao Bạch Vũ Lưu Tinh.
Năm 2024, Khương Trinh Vũ tham gia bộ phim Thiếu Niên Bạch Mã Túy Xuân Phong trong vai Dịch Văn Quân. Đảm nhận nhân vật Dịch Văn Quân - vợ của Diệp Đỉnh Chi và là mẹ của “Vô Tâm” Diệp An Thế trong Thiếu Niên Ca Hành.

## Danh sách phim

### Phim điện ảnh
| Năm  | Tựa đề                        | Tên tiếng Trung | Vai          | Ghi chú   |
| ---- | ----------------------------- | --------------- | ------------ | --------- |
| 2015 | Tận Cùng Phía Nam Của Đám Mây | 开往云的南端    | Không rõ     | Vai Chính |
| 2024 | Căn Phòng Không Thể Thoát     | 出不去的房间    | Lâm Tiểu Nam | Vai Chính |
| TBA  | Gà Con Mau Chạy               | 小鸡快跑        | Chu Tiểu Mỹ  | Vai Chính |

### Phim truyền hình
| Năm  | Tựa đề                            | Tựa đề tiếng Trung | Vai           | Bạn diễn                     | Ghi chú   |
| ---- | --------------------------------- | ------------------ | ------------- | ---------------------------- | --------- |
| 2019 | Xin Chào, Người Bạn Phản Biện     | 你好，对方辩友     | Tôn Tình      | Lâm Hân Nghi, Phan Hựu Thành | Vai Phụ   |
| 2019 | Quyến Luyến Giang Hồ              | 恋恋江湖           | Vu Thịnh Ưu   | Dương Sĩ Trạch               | Vai Chính |
| 2024 | Thiếu Niên Bạch Mã Túy Xuân Phong | 少年白马醉春风     | Dịch Văn Quân | Hầu Minh Hạo, Hà Dữ          | Vai Phụ   |
| 2024 | Đại Phụng Đả Canh Nhân            | 大奉打更人         | Phù Hương     | Vương Hạc Đệ, Điền Hi Vi     | Cameo     |
| 2024 | Tôi Gửi Tình Yêu Vào Gió          | 我将喜欢告诉了风   | Lâm Cách      | Cổ Tử Thành                  | Vai Chính |
| TBA  | Bạch Vũ Lưu Tinh                  | 白羽流星           | Kiều Tử Huyên | Vương Tử Kỳ, Phó Vĩ Luân     | Vai Chính |
| TBA  | Ngô Hoàng Tại Thượng              | 吾凰在上           | Hề Viên       | Triệu Nhất Bác, Đặng Hiếu Từ | Vai Chính |
| TBA  | Cẩm Nguyệt Như Ca                 | 锦月如歌           | Từ Sính Đình  | Thừa Lỗi, Châu Dã            | Vai Phụ   |
| TBA  | Thủy Long Ngâm                    | 水龙吟             | Hồng cô nương | La Vân Hi                    | Vai Phụ   |
| TBA  | Minh Mâu                          | 明眸               | Lý Tri An     | Vương Giai Tuyền             | Vai Chính |

## Âm nhạc
| Thời gian | Tựa đề                 | Tựa đề tiếng trung | Thông tin                               |
| --------- | ---------------------- | ------------------ | --------------------------------------- |
| 2019      | Thời Gian Hoang Phí    | 荒废时光           | Nhạc phim Quyến Luyến Giang Hồ          |
| 2020      | Bạn Là Quan Trọng Nhất | 你最最最重要       | Nhạc chủ đề chương trình Sáng Tạo Doanh |

## Chương trình tạp kỹ
| Thời gian | Tên chương trình                 | Tựa đề tiếng Trung | Kênh           | Ghi chú                              |
| --------- | -------------------------------- | ------------------ | -------------- | ------------------------------------ |
| 2-5-2020  | Sáng Tạo Doanh 2020              | 创造营2020         | Tencent Video  |                                      |
| 4-5-2020  | Căn Phòng Thiếu Nữ               | 创可少女屋         | Tencent Video  | Chương trình con Sáng Tạo Doanh 2020 |
| 31-7-2020 | Các Chàng Trai Tràn Đầy Sức Sống | 元气满满的哥哥     | Hồ Nam TV      |                                      |
| 9-7-2021  | Keep Running mùa 5               | 奔跑吧第五季       | Chiết Giang TV |                                      |

## Giải thưởng
| Thời gian | Tại                             | Giải thưởng                                       | Kết quả | Ghi chú |
| --------- | ------------------------------- | ------------------------------------------------- | ------- | ------- |
| 2-11-2020 | TCCAsia Asia Pacific lần thứ 40 | Top 100 Gương mặt đẹp nhất Châu Á Thái Bình Dương | Đề cử   |         |